# Château de Jettingen
Le château de Jettingen (allemand : Schloß Jettingen) est un château situé à Jettingen-Scheppach en Allemagne, dans l'arrondissement de Günzburg (Souabe). C'est dans ce château massif à trois étages qu'est né le 15 novembre 1907 Claus von Stauffenberg, futur résistant au régime du Troisième Reich d'Hitler et participant à l'attentat du 20 juillet 1944. 

## Historique
Cet ancien Wasserburg (château fort entouré de douves) comprend trois étages supérieurs avec quatre tours d'angle. Il est bâti en 1480, à la place d'une ancienne maison fortifiée, par Hans von Stain et connaît au cours des âges de nombreux aménagements.
Le baron Johann Albrecht Schenk von Stauffenberg en devient propriétaire en 1748 avec son domaine seigneurial. Son fils Lothar Philipp Schenk von Stauffenberg en hérite. Il est en piètre état au début du XIXe siècle. Isabella Braun, future femme de lettres et écrivain pour enfants, y naît en 1815 et y passe son enfance. Elle le décrit comme un lieu sans lumière ni soleil, à peine habitable. En 1833, c'est Franz Schenk von Stauffenberg qui en hérite et qui le restaure et le rénove totalement en 1841. Les douves sont comblées et un troisième étage est construit avec une toiture saine. Des bâtiments annexes sont construits également.
Le château devient possession en 2000 du comte Hieronymus von Wolff-Metternich zur Gracht. Il procède à une restauration de fond en comble en 2005-2006.

## Source de la traduction
- (de) Cet article est partiellement ou en totalité issu de l’article de Wikipédia en allemand intitulé « Schloss Jettingen » (voir la liste des auteurs).